# Surakarta (juego)
Surakarta es un juego de mesa de estrategia abstracta javanés, que según la tradición, tendría su origen en la ciudad de Surakarta; la cual le dio su nombre al juego.
Se presentó en "The Book of Classic Board Games" por Klutz Press; libro que hace referencia a algunos de los más famosos juegos de mesa clásicos en la historia como Damas, Go, Backgammon, y mancala. En este libro se le nombra como Roundabouts.

## Juego
Tradicionalmente, en el juego se enfrenta como piezas piedras vs conchas, aunque también otras series de piezas se pueden utilizar (por ejemplo, piezas roja y negras tipo damas).
En el juego, los jugadores toman turnos para pasar una de sus propias piezas, y cuando una pieza es capturada, esta se retira; y la captura de pieza toma su lugar. Se captura cuando una pieza atraviesa una de las curvas del tablero, habiendo otra pieza oponente en el otro extremo de esta curva.
El primer jugador que captura todas las piezas del adversario gana.